# Sideroxylon wightianum
Sideroxylon wightianum är en tvåhjärtbladig växtart som beskrevs av William Jackson Hooker och George Arnott Walker Arnott. Sideroxylon wightianum ingår i släktet Sideroxylon och familjen Sapotaceae. Inga underarter finns listade i Catalogue of Life.